# Silvano Spadaccino
Silvano Spadaccino (Foggia, 3 dicembre 1933 – Monterotondo, 29 dicembre 2010) è stato un attore, paroliere e cantautore italiano.
In alcuni film è accreditato come Silvan Ospensky.

## Biografia
Intraprende negli anni sessanta l'attività di compositore di colonne sonore con il regista e amico d'infanzia Fernando Di Leo. Esordisce in teatro con Giancarlo Cobelli, nello spettacolo Can Can degli italiani. Quindi passa al teatro sperimentale con Carmelo Bene e Paolo Poli dopo l'incontro con Paolo Villaggio e le serate di avanspettacolo a Roma e Milano: da questi sketch nascerà la saga di Fantozzi.
Alla fine degli anni '60, col gruppo Gli amici del vento incide C'era un ragazzo dalla barba nera, scritta in collaborazione con Domenico Modugno e dedicata a Che Guevara. In seguito, dal punto di vista musicale, si dedicherà soprattutto al folk. Oltre che cantante di cabaret, è stato un attore caratterista che con la sua voce camaleontica ha tratteggiato personaggi a tratti macchiettistici ma divertenti.
Alla fine degli anni sessanta è impegnato in una lunga tournée con la compagnia di Domenico Modugno, con lo spettacolo Liolà di Luigi Pirandello; per Modugno scriverà anche alcune canzoni, tra cui Dove, come e quando (con il testo di Mario Castellacci, incisa nell'album Domenico Modugno del 1970).
Tornato provvisoriamente al cabaret con il suo gruppo denominato "I Cantastorie" allestisce una serie di spettacoli con successo di pubblico e di critica, collaborando con autori famosi come Alfonso Gatto ed Enrico Vaime.
Per tutti gli anni settanta gira l'Italia con una propria compagnia di cabaret, in cui esordiranno anche cantanti ed attori diventati poi famosi come solisti e protagonisti, da Maria Carta a Francesco De Gregori, da Isa Danieli al Duo di Piadena, da Toni Garrani ad Anna Casalino e Piero Finà, ma dalla metà degli anni settanta in poi si dedicherà esclusivamente alla carriera di attore caratterista e talvolta teatrale.
Il suo primo film come attore è stato Omicidio per vocazione (1968), di Vittorio Sindoni, al quale hanno fatto seguito Colpo di stato (1969), di Luciano Salce, ma soprattutto Fantozzi contro tutti (1980), di Neri Parenti, nei panni del crudele dietologo professor Birkermaier.
Ha lavorato per circa 15 anni come attore nella compagnia di Enrico Maria Salerno. 
Il suo ultimo intervento in teatro è stato ancora con Paolo Villaggio in Delirio di un povero vecchio del 2000.
Il Canzoniere della musica popolare italiana è un progetto inedito nato dopo lo scioglimento del gruppo "I Cantastorie". Spadaccino ha raccolto più di 3000 canti popolari italiani, di cui quasi 1800 sono stati da lui incisi nel tempo, presso il suo studio di Monterotondo, fino al 2003 circa.
I canti, provenienti da tutte le regioni italiane, sono suddivisi tra canti politici, sociali, ninne nanne, filastrocche. Tra i collaboratori al progetto, i cantanti Susanna Ciacci, Antonella Zarletti, Mario Alessandri, Antonio Mainenti, Nadia Costantini e Salvatore Lunetto.
Vive gli ultimi due decenni a Monterotondo, dove muore il 29 dicembre 2010 e viene sepolto nel cimitero comunale.

## Vita privata
È stato sposato con l'attrice di prosa e cantante Anna Casalino, da cui ha avuto un figlio nei primi anni settanta. 

## Filmografia

Silvano Spadaccino (a destra) nei panni del Professor Birkermaier, e Paolo Villaggio nel film Fantozzi contro tutti (1980)

### Attore
- L'assassino ha le mani pulite, regia di Vittorio Sindoni (1968)
- Colpo di stato, regia di Luciano Salce (1969)
- Un uomo chiamato Apocalisse Joe, regia di Leopoldo Savona (1971)
- Avere vent'anni, regia di Fernando Di Leo (1978)
- Fantozzi contro tutti, regia di Neri Parenti (1980)
- Pappa e ciccia, regia di Neri Parenti (1983)
- Razza violenta, regia di Fernando Di Leo (1984)
- Domani mi sposo, regia di Francesco Massaro (1984)

### Autore di colonne sonore
- Beatrice Cenci, regia di Lucio Fulci (1969)
- Amarsi male, regia di Fernando Di Leo (1969)
- I ragazzi del massacro, regia di Fernando Di Leo (1969)
- La bestia uccide a sangue freddo, regia di Fernando Di Leo (1971)

### Doppiatore
- In Fantozzi alla riscossa ha prestato la voce a Pierfrancesco Villaggio, figlio di Paolo, nel ruolo dell'hooligan inglese.

## Discografia
- Il cammino senza speranza - I dischi del sole DS 35

Collana «I più bei canti d'Italia» (1970), contenente i seguenti LP:
- I canti di lavoro - RCA Italiana KIS 228
- I canti dell'amore - RCA KIS 229
- I canti politici - RCA KIS 242
- I canti della festa - RCA KIS 243
- Le origini: il Medioevo - RCA KIS 247
- Emigrazione: canti del passaporto rosso - RCA KIS 248

Con la moglie Anna Casalino ha inciso un LP dal titolo Sebben che siamo donne edito dalla Fonit Cetra nella collana Folk.